# Kōnstantinos Mpalogiannīs
Kōnstantinos Mpalogiannīs (in greco Κωνσταντίνος Μπαλογιάννης?; Salonicco, 8 febbraio 1999) è un calciatore greco, centrocampista del Botev Plovdiv.

## Caratteristiche tecniche
È un centrocampista centrale.

## Carriera

### Club
Cresciuto nel settore giovanile del PAOK, dal 2011 al 2015 ha militato nell'Academy dell'Arsenal e successivamente ha trascorso un biennio al PEC Zwolle prima di fare ritorno in Grecia al PAOK. Aggregato alla prima squadra in vista della stagione 2018-2019, ha esordito fra i professionisti il 20 dicembre 2018 giocando l'incontro di Kypello Ellados vinto 6-0 contro l'Aittitos Spata.
Nel luglio del 2019 è stato ceduto in prestito al Volo, con cui ha collezionato 22 presenze nella massima divisione greca e quattro in coppa. Il 5 ottobre 2020 è stato ceduto a titolo definitivo all'OFI Creta.

### Nazionale
Ha giocato nelle nazionali giovanili greche Under-19 ed Under-21.

## Statistiche
Statistiche aggiornate al 3 novembre 2020.

### Presenze e reti nei club
| Stagione        | Squadra         | Campionato      | Campionato | Campionato | Coppe nazionali | Coppe nazionali | Coppe nazionali | Coppe continentali | Coppe continentali | Coppe continentali | Altre coppe | Altre coppe | Altre coppe | Totale | Totale | Totale |
| Stagione        | Squadra         | Comp            | Pres       | Reti       | Comp            | Pres            | Reti            | Comp               | Pres               | Reti               | Comp        | Pres        | Reti        | Pres   | Reti   |        |
| --------------- | --------------- | --------------- | ---------- | ---------- | --------------- | --------------- | --------------- | ------------------ | ------------------ | ------------------ | ----------- | ----------- | ----------- | ------ | ------ | ------ |
| 2018-2019       | PAOK            | SL              | 0          | 0          | CG              | 1               | 0               |                    | -                  | -                  |             | -           | -           | 1      | 0      |        |
| 2019-2020       | Volo            | SL              | 22         | 0          | CG              | 4               | 0               |                    | -                  | -                  |             | -           | -           | 26     | 0      |        |
| 2020-2021       | OFI Creta       | SL              | 3          | 0          | CG              | 0               | 0               |                    | -                  | -                  |             | -           | -           | 3      | 0      |        |
| Totale carriera | Totale carriera | Totale carriera | 25         | 0          |                 | 5               | 0               |                    | -                  | -                  |             | -           | -           | 3ľ0    | 0      |        |

## Palmarès

### Club

#### Competizioni nazionali
- Coppa di Bulgaria: 1

Botev Plovdiv: 2023-2024